# Лазарев-Станищев, Павел Николаевич
Павел Николаевич Лазарев-Станищев (1856―1920) ― русский военачальник, генерал-лейтенант Русской императорской армии. Деятель Белого движения на юге России. Директор Донского кадетского корпуса в 1903―1917 гг.

## Биография
Родился 17 (29) ноября 1856 года. Православного вероисповедания. Братья ― действительный статский советник Владимир Николаевич, капитан гвардии Николай Николаевич.
Образование получил в Первой Санкт-Петербургской военной гимназии. В службу вступил 1 сентября 1874 года. Окончил 2-е военное Константиновское училище, откуда был выпущен прапорщиком (ст. 09.08.1876) в 13-ю полевую пешую артиллерийскую бригаду. Подпоручик (ст. 26 декабря 1877). Поручик (ст. 18 декабря 1878).
В 1883 году окончил Николаевскую инженерную академию (по 2-му разряду). Штабс-капитан (ст. 15 августа 1884). Капитан (ст. 30.08.1887). Подполковник (ст. 30 августа 1890).
Ротный командир Варшавского кадетского корпуса (с 8 мая 1899). Полковник (пр. 1899; ст. 6 декабря 1899; за отличие). Инспектор классов Суворовского кадетского корпуса (с 4 августа 1900), офицер-воспитатель. Директор Донского императора Александра III кадетского корпуса (4 февраля 1903 ― февраль 1917). Генерал-майор (пр. 1906; ст. 31 мая 1907; за отличие). Генерал-лейтенант (пр. 1913; ст. 6 декабря 1913; за отличие). 

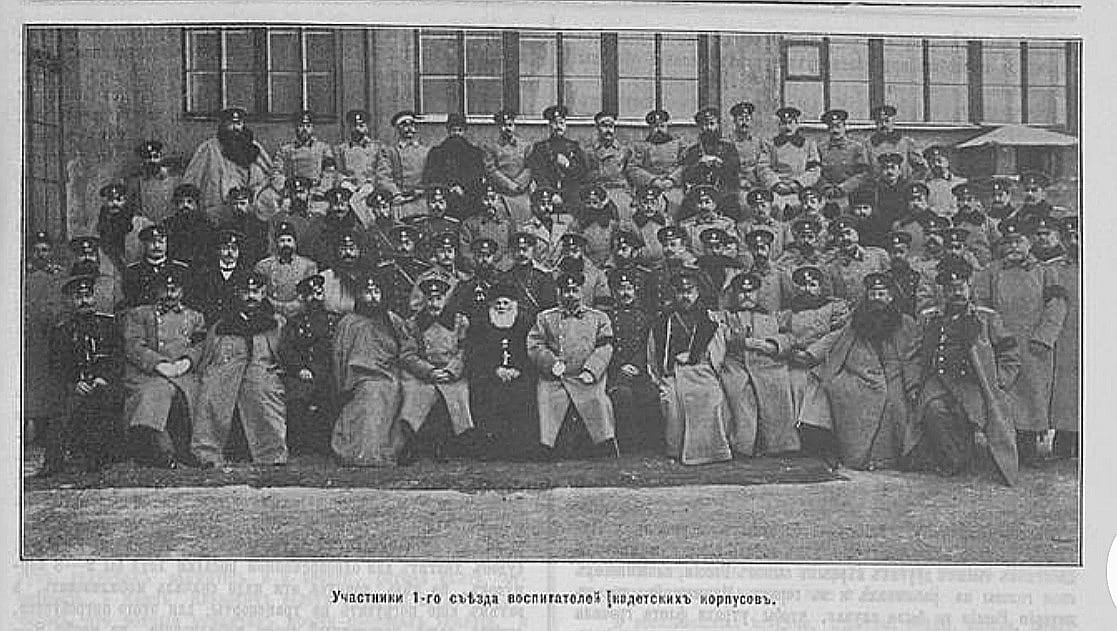
Первый ряд: А. И. Калишевский, Н. А. Хамин, Е. Е. Семашкевич, П. Н. Лазарев-Станищев, В. В. Римский-Корсаков, В. Э. Данкварт, В. А. Шильдер, Л. П. Войшин-Мурдас-Жилинский, Н. А. Радкевич, В. В. Григоров, Н. П. Попов, В. М. Кох. Второй ряд: Н. А. Зотов, М. Л. Салатко-Петрище, Н. Д. Казанцев, К. П. Сангайло, В. В. Цытович, М. А. Трубников, В. И. Греков, А. В. Полторацкий, Г. Ф. Гирс, А. Н. Зауервейд, Е. И. Глотов, А.Ф Вячеслов, И. И. Рыковский, Н. К. Михайловский, В. Д. Языков, А. Л. Вильке, Д. А. Агищев, Н. Н. Бахтин, А. Н. Антонов, Е. А. Заржецкий. Третий ряд: М. А. Угрюмов, Н. Г. Лукирский, В. В. Гаврилович, Ф. В. Гринев, Б. А. Вильбоа, В. П. Дзякович, И. А. Завадский, Г. Д. Дитерихс, М. И. Мягков, В. И. Попов-Азотов, Н. Л. Хитрин, В. О. Плошинский, А. С. Азарьев, Н. Д. Коптев, В. А. Муромцев, Ф. Н. Доннер, В. В. Смирнов, А. Д. Ромашкевич, Н. Н. Купчинский, М. А. Сафонов. Четвёртый ряд: К. К. Лютер, Н. С. Желязовский, В. С. Лавров, Б. А. Гартвиг, А. С. Манучаров, В. И. Бурков, Т. В. Львов, П. П. Шаховской, В. С. Яковлев, В. Д. Чемякин, П. П. Черепанов, И. Г. Денисов, В. В. Татаринов, Н. В. Петров. Санкт-Петербург. 1908 год

В феврале 1917 года перед строем кадетов и преподавателей Донского кадетского корпуса отказался присягать Временному правительству, заявив, что он присягал императору.
После Февральской революции 30 июня 1917 года по собственному прошению уволен от службы. Участник Белого движения на юге России. Генерал от инфантерии (1919). В армии А. И. Деникина стал начальником инспекции по расквартированию войск. В марте 1920 года был эвакуирован из Новороссийска в Константинополь вместе с женой (имел двоих детей, дочь умерла перед Первой мировой войной) и племянником Виктором (1903—1967, кадет Донского кадетского корпуса, умер в эмиграции во Франции).
В марте 1920 года, прибыв на Лемнос, занялся расквартированием детей, женщин, раненых, больных.
Умер на острове Лемнос 17 сентября 1920 года. Похоронен на 1-м русском кладбище лагеря Калоераки.

### Награды
- ордена Св. Станислава 3-й ст. (1887);
- Св. Анны 3-й ст. (1891);
- Св. Станислава 2-й ст. (1895);
- Св. Анны 2-й ст. (1898);
- св. Владимира 4-й ст. (1901);
- Св. Владимира 3-й ст. (1908);
- Св. Станислава 1-й ст. (1911);
- Св. Анны 1-й ст. (ВП 22 марта 1915; с 1 января 1915);
- Св. Владимира 2-й ст. (ВП 10 апреля 1916)[3].